# Спитковиці (Новоторзький повіт)
Спитковіце (пол. Spytkowice) — село в Польщі, у гміні Спитковіце Новотарзького повіту Малопольського воєводства. Село є єдиним населеним пунктом гміни.
Населення — 4335 осіб (2011).

## Демографія
Демографічна структура станом на 31 березня 2011 року:
|          | Загалом | Допрацездатний вік | Працездатний вік | Постпрацездатний вік |
| -------- | ------- | ------------------ | ---------------- | -------------------- |
| Чоловіки | 2161    | 590                | 1382             | 189                  |
| Жінки    | 2174    | 549                | 1248             | 377                  |
| Разом    | 4335    | 1139               | 2630             | 566                  |